# Olympische Sommerspiele 2004/Kanu – Einer-Canadier 500 m (Männer)
Die Wettkämpfe im Einer-Canadier über 500 Meter bei den Olympischen Sommerspielen 2004 wurden am 24. und 28. August 2004 im Schinias Olympic Rowing and Canoeing Centre ausgetragen.

## Ergebnisse

### Vorläufe
Bei den drei Vorläufen am 24. August erreichten der jeweils schnellste Athlet direkt das Finale. Die restlichen Boote erreichten das Halbfinale.

#### Vorlauf 1
| Rang | Athleten              | Nation       | Zeit         |
| ---- | --------------------- | ------------ | ------------ |
| 1    | Andreas Dittmer       | Deutschland  | 1:49,146 min |
| 2    | Martin Marinow        | Australien   | 1:49,698 min |
| 3    | Aldo Pruna Díaz       | Kuba         | 1:50,246 min |
| 4    | Aljaksandr Schukouski | Belarus      | 1:50,378 min |
| 5    | Andreas Kilingaridis  | Griechenland | 1:53,662 min |
| 6    | Jurij Tscheban        | Ukraine      | 2:00,238 min |
| 7    | Darwin Correa         | Uruguay      | 2:02,014 min |

#### Vorlauf 2
| Rang | Athleten                 | Nation              | Zeit         |
| ---- | ------------------------ | ------------------- | ------------ |
| 1    | Maxim Opalew             | Russland            | 1:48,144 min |
| 2    | Dagnis Vinogradovs       | Lettland            | 1:50,776 min |
| 3    | Florin Georgian Mironcic | Rumänien            | 1:51,568 min |
| 4    | Wang Bing                | Volksrepublik China | 1:51,920 min |
| 5    | Emanuel Horvatiček       | Kroatien            | 1:55,528 min |
| 6    | Kajsar Nurmaganbetow     | Kasachstan          | 1:55,636 min |

#### Vorlauf 3
| Rang | Athleten           | Nation     | Zeit         |
| ---- | ------------------ | ---------- | ------------ |
| 1    | David Cal          | Spanien    | 1:49,397 min |
| 2    | Martin Doktor      | Tschechien | 1:49,557 min |
| 3    | Richard Dalton     | Kanada     | 1:50,005 min |
| 4    | Márton Joób        | Ungarn     | 1:51,025 min |
| 5    | Stanimir Atanassow | Bulgarien  | 1:52,917 min |
| 6    | Marián Ostrčil     | Slowakei   | 1:58,357 min |

### Halbfinals
Die jeweils drei schnellsten Athleten der Halbfinals erreichten den Endlauf.
Halbfinale 1
| Rang | Athleten                 | Nation              | Zeit         |
| ---- | ------------------------ | ------------------- | ------------ |
| 1    | Martin Doktor            | Tschechien          | 1:50,253 min |
| 2    | Márton Joób              | Ungarn              | 1:50,813 min |
| 3    | Wang Bing                | Volksrepublik China | 1:51,649 min |
| 4    | Aldo Pruna Díaz          | Kuba                | 1:53,229 min |
| 5    | Kajsar Nurmaganbetow     | Kasachstan          | 1:53,333 min |
| 6    | Jurij Tscheban           | Ukraine             | 1:53,385 min |
| 7    | Andreas Kilingaridis     | Griechenland        | 1:53,793 min |
| 8    | Florin Georgian Mironcic | Rumänien            | 1:53,957 min |

Halbfinale 2
| Rang | Athleten              | Nation     | Zeit         |
| ---- | --------------------- | ---------- | ------------ |
| 1    | Aljaksandr Schukouski | Belarus    | 1:50,563 min |
| 2    | Stanimir Atanassow    | Bulgarien  | 1:50,631 min |
| 3    | Richard Dalton        | Kanada     | 1:51,027 min |
| 4    | Martin Marinow        | Australien | 1:51,219 min |
| 5    | Dagnis Vinogradovs    | Lettland   | 1:52,511 min |
| 6    | Marián Ostrčil        | Slowakei   | 1:52,871 min |
| 7    | Darwin Correa         | Uruguay    | 1:58,728 min |
| 8    | Emanuel Horvatiček    | Kroatien   | 2:06,347 min |

### Finale
Nachdem am Vortag David Cal noch Andreas Dittmer im Finale über 1000 Meter besiegen konnte, schaffte hier Dittmer das Gegenteil und holte seine dritte und letzte Goldmedaille bei Olympischen Spielen.
| Rang | Athleten              | Nation              | Zeit         |
| ---- | --------------------- | ------------------- | ------------ |
| 1    | Andreas Dittmer       | Deutschland         | 1:46,383 min |
| 2    | David Cal             | Spanien             | 1:46,723 min |
| 3    | Maxim Opalew          | Russland            | 1:47,767 min |
| 4    | Aljaksandr Schukouski | Belarus             | 1:47,903 min |
| 5    | Martin Doktor         | Tschechien          | 1:47,999 min |
| 6    | Richard Dalton        | Kanada              | 1:48,103 min |
| 7    | Márton Joób           | Ungarn              | 1:48,195 min |
| 8    | Stanimir Atanassow    | Bulgarien           | 1:49,759 min |
| 9    | Wang Bing             | Volksrepublik China | 1:49,903 min |